# Ткач Андрій Євгенович
Андрі́й Євге́нович Ткач (нар. 11 серпня 1980 — пом. 26 січня 2015) — солдат 25-ї окремої повітрянодесантної бригади Збройних сил України, учасник російсько-української війни.

## Життєпис
Закінчив Дніпродержинську ЗОШ № 19. Проживав у селі Чернече (Криничанський район). 8 грудня 2014-го добровольцем прийшов до військкомату, солдат 25-ї бригади, гранатометник.
Загинув 22 січня 2015-го в бою поблизу міста Авдіївки від вогнепального поранення, по їхній позиції били артилерія, танки, «Гради». Тоді ж полягли старший сержант Олександр Чумаченко, молодший сержант Микола Закарлюка, старші солдати Олексій Жадан, Микола Кучер та Андрій Стародуб й солдат Олександр Черніков.
27 січня волонтери «Офіцерського корпусу» (Алла «Чонгар») вивезли з Авдіївки тіла 12 воїнів 25-ї бригади, які загинули у бою 22 січня.
30 січня 2014 року похований у селі Чернече.
Без Андрія лишились батьки та дружина.

## Нагороди та вшанування
- Указом Президента України № 436/2015 від 17 липня 2015 року, «за особисту мужність і високий професіоналізм, виявлені у захисті державного суверенітету та територіальної цілісності України, вірність військовій присязі», нагороджений орденом «За мужність» III ступеня (посмертно)[1].
- 2 лютого 2017 року на фасаді Кам'янської ЗОШ № 19, де навчався Андрій, йому відкрито меморіальну дошку[2].
- Вшановується в меморіальному комплексі «Зала пам'яті», в щоденному ранковому церемоніалі 26 січня[3][4].